# Stefan Schreiber

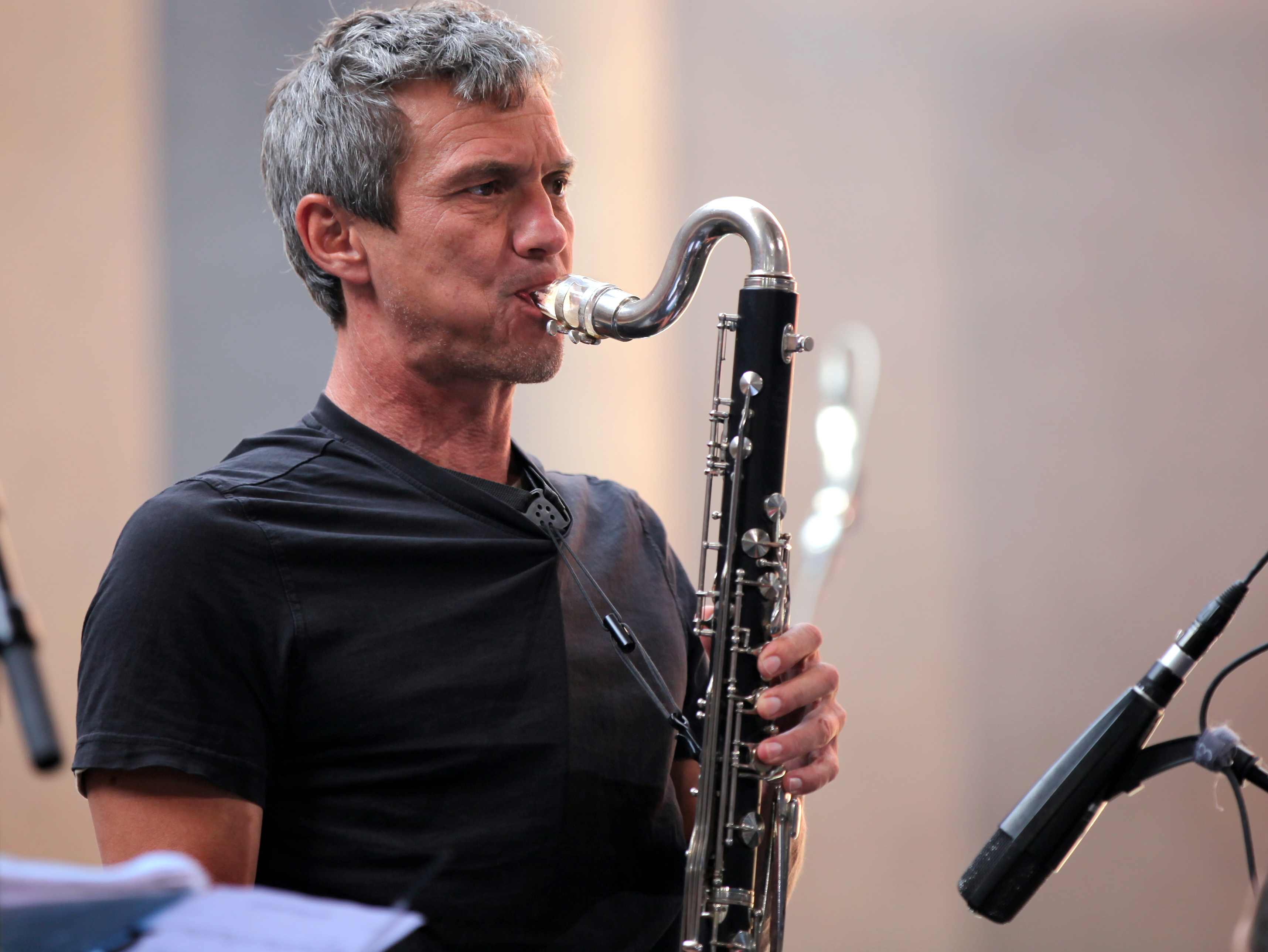
Stefan Schreiber (2015)

Stefan Schreiber (1966) is een Duitse musicus in de jazz en geïmproviseerde muziek. Hij speelt basklarinet en saxofoon (sopraansaxofoon, altsaxofoon en tenorsaxofoon).

## Biografie
Schreiber studeerde aan het Richard-Strauss-Konservatorium in München. Hij was hierna actief in bands als Enders Room, het Tied & Tickled Trio, Franz-David Baumann Quintett, het saxofoon-kwartet Con Tempo en het ICI Ensemble München (waarmee hij toerde met Barry Guy en George Lewis). Hij is lid van de New Orleans Dixie Stompers, het Alien Ensemble van Micha Acher en de groep van Max Neissendorfer. Hij is te horen op albums van The Notwist, Hans Joachim Irmler/Carl Oesterhelt, Attwenger en Schorsch Kamerun.
Schreiber geeft les aan de Musikschule Unterhaching/München.